# تئاتر دولتی عروسکی جمهوری آذربایجان
تئاتر دولتی عروسکی جمهوری آذربایجان (به ترکی آذربایجانی: Kukla teatrı) در سال ۱۹۳۱، در باکو برای کودکان تأسیس شده‌است. گاهی (در بین سال‌های ۱۹۳۱ تا ۱۹۴۱؛ ۱۹۴۶ الی ۱۹۵۰) به عنوان تئاتر مستقل، گاهی نیز تحت تئاتر دولتی تماشاگران جوان آذربایجان (۱۹۴۱ تا ۱۹۴۶) و فیلارمونیک دولتی آکادمیک آذربایجان (از سال ۱۹۵۰) فعالیت داشته‌است. از سال ۱۹۶۵ نیز به عنوان تئاتری مستقل فعالیت می‌کند.

## درباره تئاتر
تئاتر دولتی عروسکی جمهوری آذربایجان به نام «عبد الله شائق» از سوی «ملاآقا ببرلی» در سال ۱۹۳۱ پیریزی شده‌است. اولین نمایش این تئاتر در سال ۱۹۳۲ با عنوان نمایش «سیرک» کلید خورده است. گاهی (در بین سال‌های ۱۹۳۱ تا ۱۹۴۱؛ ۱۹۴۶ الی ۱۹۵۰) به عنوان تئاتر مستقل، گاهی نیز تحت تئاتر دولتی تماشاگران جوان آذربایجان (۱۹۴۱ تا ۱۹۴۶) و فیلارمونیک دولتی آکادمیک آذربایجان (از سال ۱۹۵۰) فعالیت داشته‌است. این تئاتر دارای دو قسمت نظیر قسمت‌های زبان آذربایجانی و روسی می‌باشد. در ۱۵ آوریل سال ۱۹۶۴ امتیاز تئاتر دولتی را کسب کرده‌است. از سال ۱۹۷۵ نمایش‌هایی برای بزرگان نیز در این تئاتر دارد ترتیب می یابد.

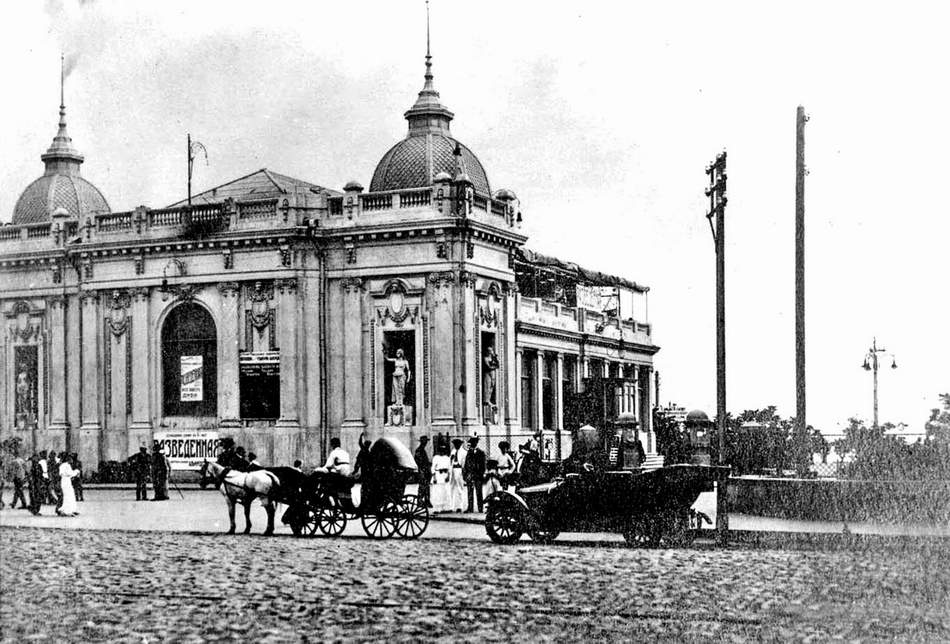
بنای تئاتر در [[۱۹۱۲ (میلادی)
|سال ۱۹۱۲]]

## درباره نمایش‌ها
تئاتر دولتی عروسکی جمهوری آذربایجان واجد دو قسمت همچون زبان آذربایجانی و روسی می‌باشد. در بدو، نمایشنامه‌های نمایش نویسان آذربایجانی، روس و کشورهای اروپای غربی (به صورت ساده شده)، آثار دارای جنبه آگاهی بخشی و آموزشی برگرفته از ادبیات شفاهی آذربایجانی به نمایش درآمده‌است. 

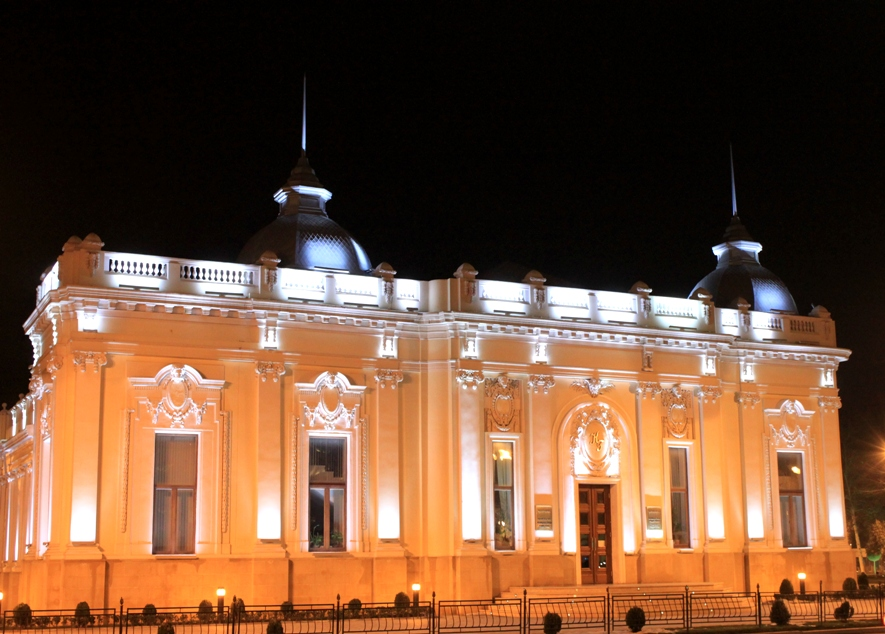
نمای ساختمان تئاتر در شبها

از سال‌های ۱۹۶۰، مخزن نمایش‌های تئاتر منطبق با کودکان خردسال بود. ولی از سال‌های ۱۹۷۵ نمایش‌هایی برای بزرگان نیز در این تئاتر به نمایش در می‌آید.